# (32079) Hughsavoldelli
(32079) Hughsavoldelli est un astéroïde de la ceinture principale.

## Description
(32079) Hughsavoldelli est un astéroïde de la ceinture principale. Il fut découvert le 5 mai 2000 à Socorro (Nouveau-Mexique) par le projet LINEAR. Il présente une orbite caractérisée par un demi-grand axe de 2,25 UA, une excentricité de 0,16 et une inclinaison de 7,5° par rapport à l'écliptique.